# Джон Майнер
Джон Майнер (англ. John Miner; 28 серпня 1965, Мус-Джо, Саскачеван) — колишній професійний канадський хокеїст, нападник.

## Кар'єра
Джон Майнер розпочав свою кар'єру гравця в клубі «Реджайна Петс» з Західної хокейної ліги. У 1983 році був обраний в одинадцятому раунді Драфта НХЛ під номером 220 клубом «Едмонтон Ойлерс». Новообраний захисник відіграв два роки виключно за фарм-клуб «Нова Скотія Ойлерс» в Американській хокейній лізі, перш ніж дебютував в сезоні 1987/88 у Національній хокейній лізі за «Едмонтон», де він у 14 матчах набрав п'ять очок (2 + 3). У тому сезоні «Ойлерс» виграв Кубок Стенлі, але ім'я Джона не було вигравірувано на трофеї. Після сезону, він був переведений у «Лос-Анджелес Кінгс». Згодом переїхав до Австрії і грав за «Вінер ЕВ» і після закінчення сезону в Європі відновив виступи в команді АХЛ «Нью-Гейвен Найтгокс». Сезон потому він грав за «Лозанну» у Національної лізі B, а після закінчення сезону ще раз за «Нью-Гейвен Найтгокс», заграти за «Лос-Анджелес Кінгс» у НХЛ йому так і не судилось.
Джон повернувся до Австрії в клуб ХК «Целль-ам-Зе», за який він грав в Австрійській хокейній лізі з 1991 по 1993 роки. Потім він повернувся до Національної лізі B. Спочатку він грав за ХК «Ажуа», а потім в ХК «Мартіньї», влітку 1995 він перейшов до ХК «Цуг» з яким він став чемпіоном Швейцарії у 1998 році. Кельнер Гайє підписали з ним контракт у 1998 році на чотири роки, у сезоні 2001/02 він став чемпіоном Німеччини. Після тріумфу в Німеччині він знову повернувся до Швейцарії в НЛА в СК «Берн». Після СК «Берн» він виступав по сезону в командах: ХК «Ажуа», ХК «Целль-ам-Зе», ХК «Сеннер'юск Айсхокей», ХК «Морзін Авор'я» та два сезони відіграв у німецькому ХК «Аугсбург». Виступаючи за ХК «Ажуа», він грав разом зі своїм сином Джонатаном.
Закінчив кар'єру гравця в Європі, у 2008 році, протягом одного сезону зіграв за свій колишній клуб ХК «Целль-ам-Зе», данський клуб ХК «Сеннер'юск Айсхокей» та французький ХК «Морзін Авор'я».

## Кар'єра (збірна)
Виступав за молодіжну збірну Канади на молодіжному чемпіонаті світу в 1985 році, став чемпіоном світу. Набрав два очки в семи іграх.

## Нагороди та досягнення
- 1985 золота медаль на чемпіонаті світу серед молодіжних команд
- 1985 All-Star Західної хокейної ліги
- 1998 чемпіон Швейцарії в складі ХК «Цуг»
- 1999 All-Star Кубка Шпенглера 1999
- 1999 Переможець Кубка Шпенглера 1999 в складі Кельнер Гайє
- 2002 чемпіон Німеччини в складі Кельнер Гайє